# Atanazy (Postalas)
Atanazy (gr. Μητροπολίτης Αθανάσιος) (ur. 1928 r. w Larisie) – biskup Cerkwi Prawdziwych Prawosławnych Chrześcijan Hellady, od 1979 metropolita Laryssy i Platamonu.

## Życiorys
W 1968 poczuł powołanie do służby Bogu i stał się mnichem. W tym samym roku przyjął też święcenia diakonatu i prezbiteratu. Posługiwał wówczas w parafii Zwiastowania w Larisie. 18 lutego 1979 otrzymał chirotonię biskupią jako metropolita Laryssy i Platamonu.